# سیارک ۳۸۲۰
سیارک ۳۸۲۰ (به انگلیسی: 3820 Sauval، نامگذاری:1984DV) سه هزار و هشتصد و بیستمین سیارک کشف شده‌است که در ۲۵ فوریه ۱۹۸۴ کشف شد.
قدر مطلق سیارک برابر ۱۱٫۹۰ است.